# Undis Blikken
Undis Blikken (ur. 7 maja 1914 w Åsnes  – zm. 22 stycznia 1992 w Oslo) – norweska panczenistka, nieoficjalna mistrzyni świata.

## Kariera
Największy sukces w karierze Undis Blikken osiągnęła w 1934 roku, kiedy zdobyła złoty medal podczas nieoficjalnych mistrzostw świata w wieloboju w Oslo. W zawodach tych wyprzedziła bezpośrednio Verné Lesche z Finlandii oraz swą rodaczkę, Synnøve Lie. Blikken wygrała tam bieg na 1500 m, a w biegach na 500 i 1000 m zajmowała trzecie miejsce. Nigdy więcej nie stanęła na podium międzynarodowej imprezy takiej rangi. Na rozgrywanych cztery lata później wielobojowych mistrzostwach świata w Oslo była piąta, zajmując trzecią pozycję w biegach na 3000 i 1000 m. Brał również udział w nieoficjalnych mistrzostwach świata w Oslo w 1933 roku oraz wielobojowych mistrzostwach świata w Sztokholmie w 1936 roku, jednak w obu przypadkach nie zdołała ukończyć rywalizacji. Nigdy nie wystąpiła na igrzyskach olimpijskich.
W 1934 roku w Oslo ustanowiła rekord świata w biegu na 1500 m.